# Schloss Föhren

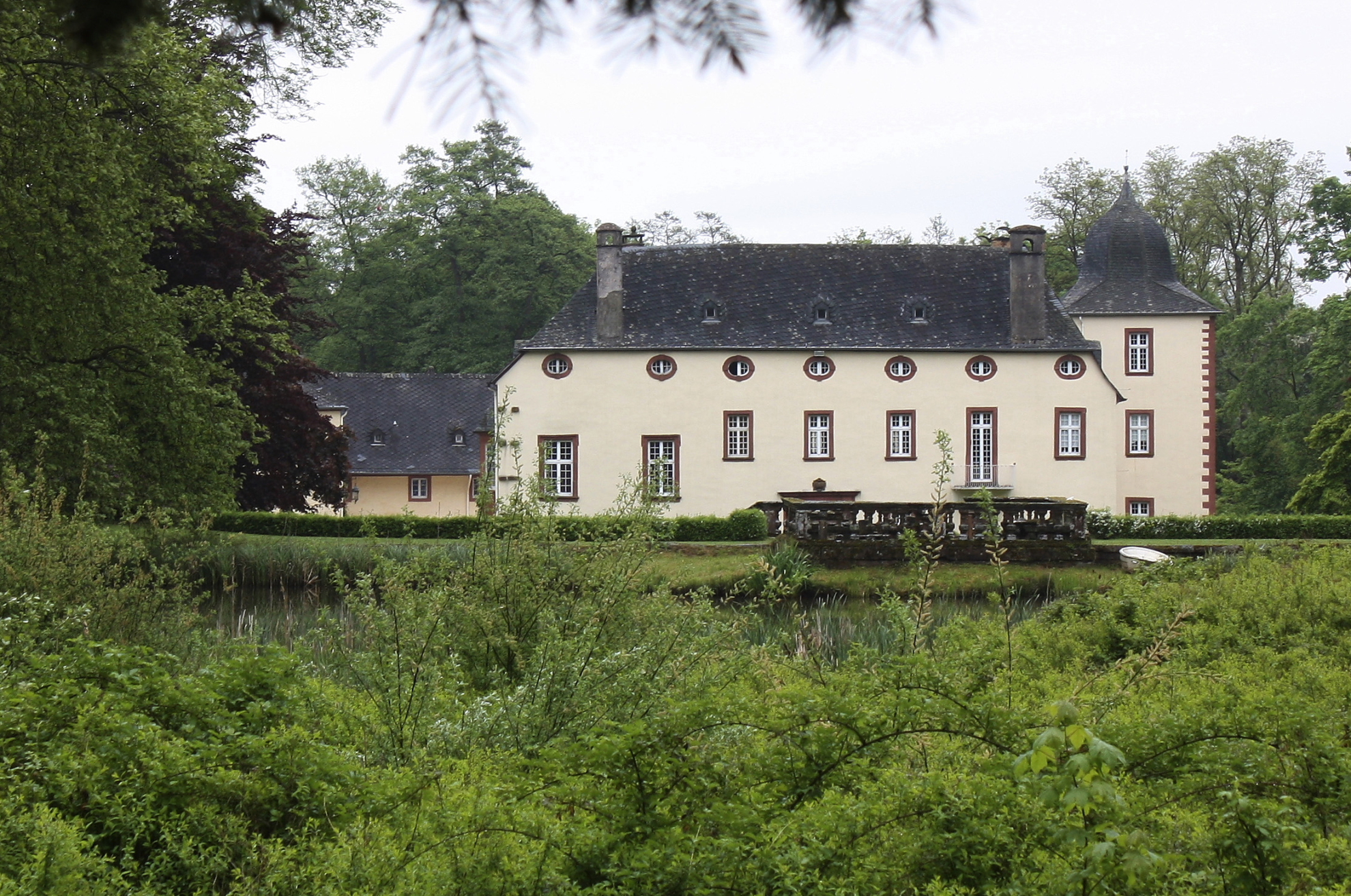
Schloss Föhren aus Blickrichtung des Weihers

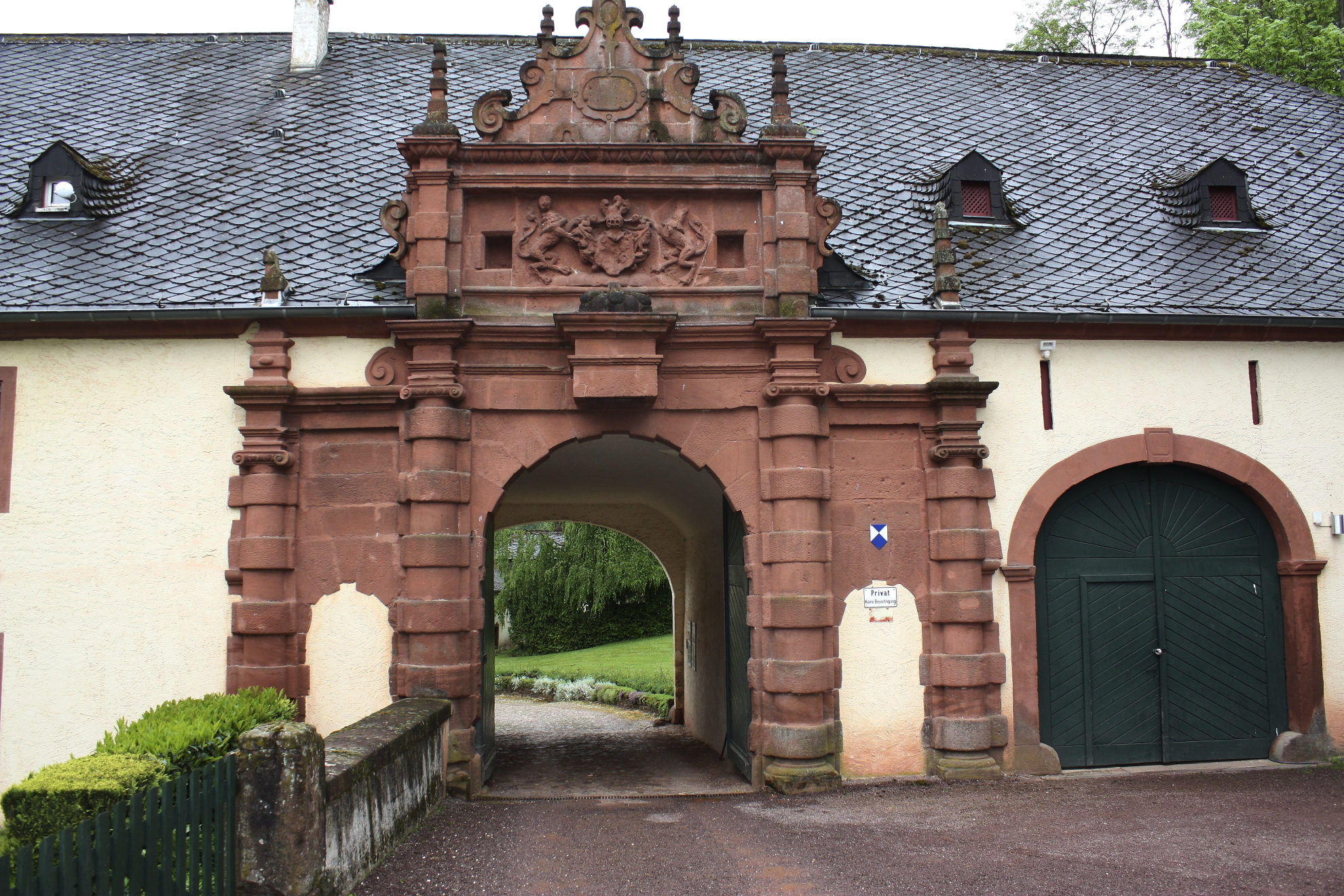
Hauptportal Schloss Föhren

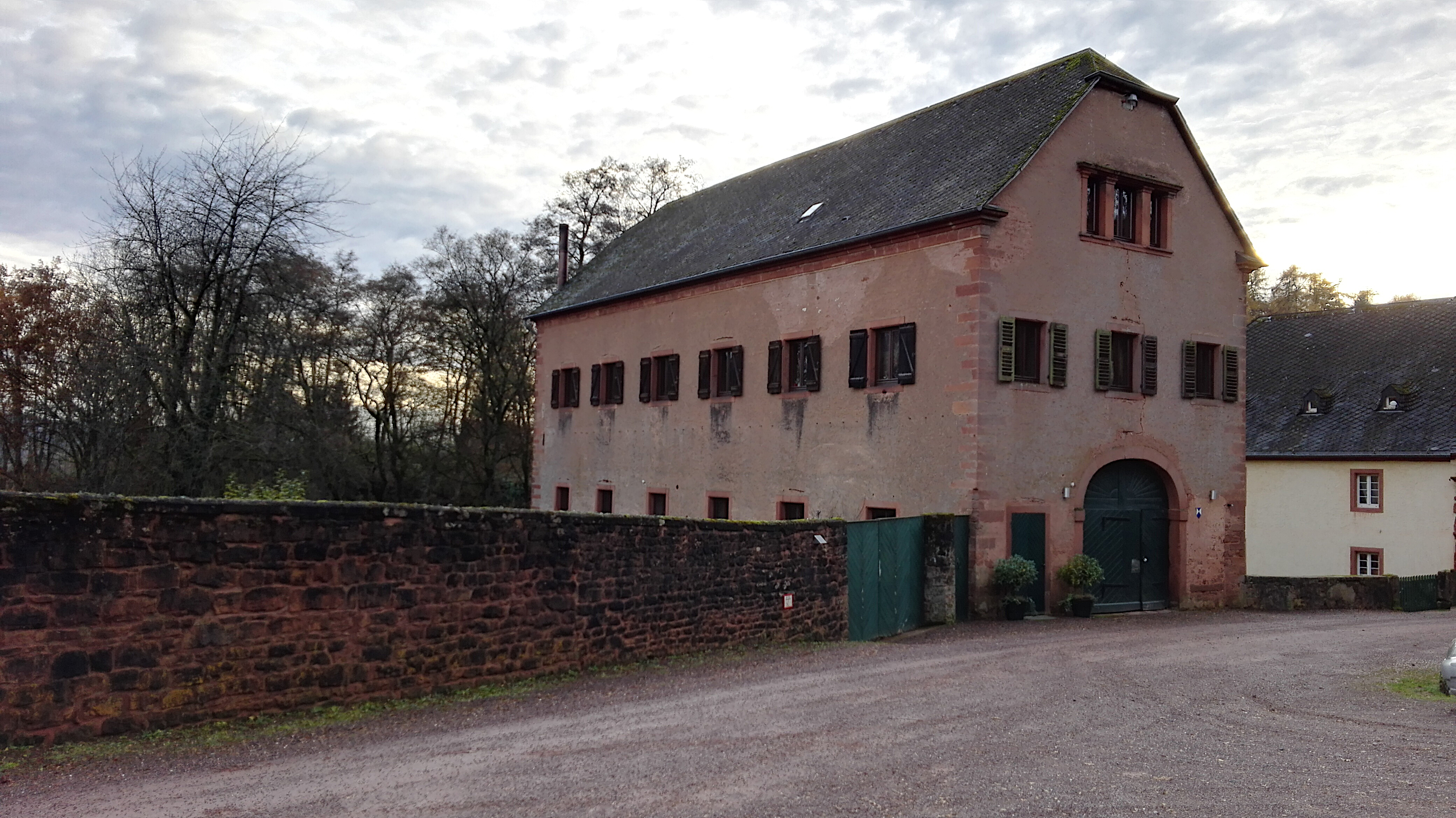
Historische Zehntscheune von Schloss Föhren

Die barocke Schlossanlage Föhren in der Ortsgemeinde Föhren im Landkreis Trier-Saarburg in Rheinland-Pfalz ist seit dem 15. Jahrhundert im Besitz der Adelsfamilie von Kesselstatt. Das Schloss entstand 1663 durch Umbaumaßnahmen einer ehemaligen Burganlage aus dem Jahre 1340.

## Geschichte
Nach der Heirat des Johann Eberhard von Kesselstatt mit einer Schwester des Kurfürsten Johann Hugo von Orsbeck in Trier wurde der befestigte Vorläuferbau zum Schloss umgebaut. Die beiden vorhandenen unabhängigen Gebäudeeinheiten, der Süd- und Nordflügel mit dazugehörigen Wirtschaftsgebäuden, wurden über Verbindungsteile zu einer nahezu rechteckigen Gebäudeeinheit mit Innenhof zusammengefügt. Im gleichen Zeitraum wurde ein dreigeschossiger Turm südlich der Ostseite des Gesamtbaus errichtet. Vermutlich aus wirtschaftlichen Gründen wurde auf den Bau eines Pendanten in der Nordostecke verzichtet.
Der Nordbau wurde 1713 erheblich umgestaltet. Über dem Eingang zum Innenhof befindet sich ein gut erhaltener Wappenstein des Johann Eberhard von Kesselstatt und der Anna Antoinette von Orsbeck mit der Datierung 1663. Das Portal des Westflügels krönt ein Wappenstein von 1586. Es bildet heute den Eingang zum Standesamt Schweich.
Pläne aus dem 18. Jahrhundert weisen hin auf eine eindrucksvolle Gartenanlage westlich des Gebäudekomplexes. Die heute noch vorhandene rechteckige Rasenfläche endet in einem halbkreisförmigen Abschluss mit einer zweiläufigen Treppe. In den anschließenden Weiher ragt ein halbrunder Vorbau. Aus diesem Weiher wurde früher ein Wassergraben gespeist, der das Schloss von 1663 bis 1947 umgab.
Den heutigen Haupteingang der Schlossanlage bildet eine Gebäudeeinheit mit einem ausladenden Rundbogenportal aus dem frühen 17. Jahrhundert mit Säulenelementen. Links und rechts schließen sich je eine heute vermauerte Fußgängerpforte an. Das Giebelfeld schmückt das Wappen der Reichsgrafen von Kesselstatt. Links unweit vom Haupteingang befindet sich die im Jahre 1820 errichtete „Zehntscheune“, die heute mit ihren 160 m² in historischem Ambiente als Raum für Festlichkeiten auch der Öffentlichkeit zur Verfügung gestellt wird.

## Die Schlossherren

Wappen der Familie Kesselstatt vor Vereinigung mit dem Wappen von Orsbeck

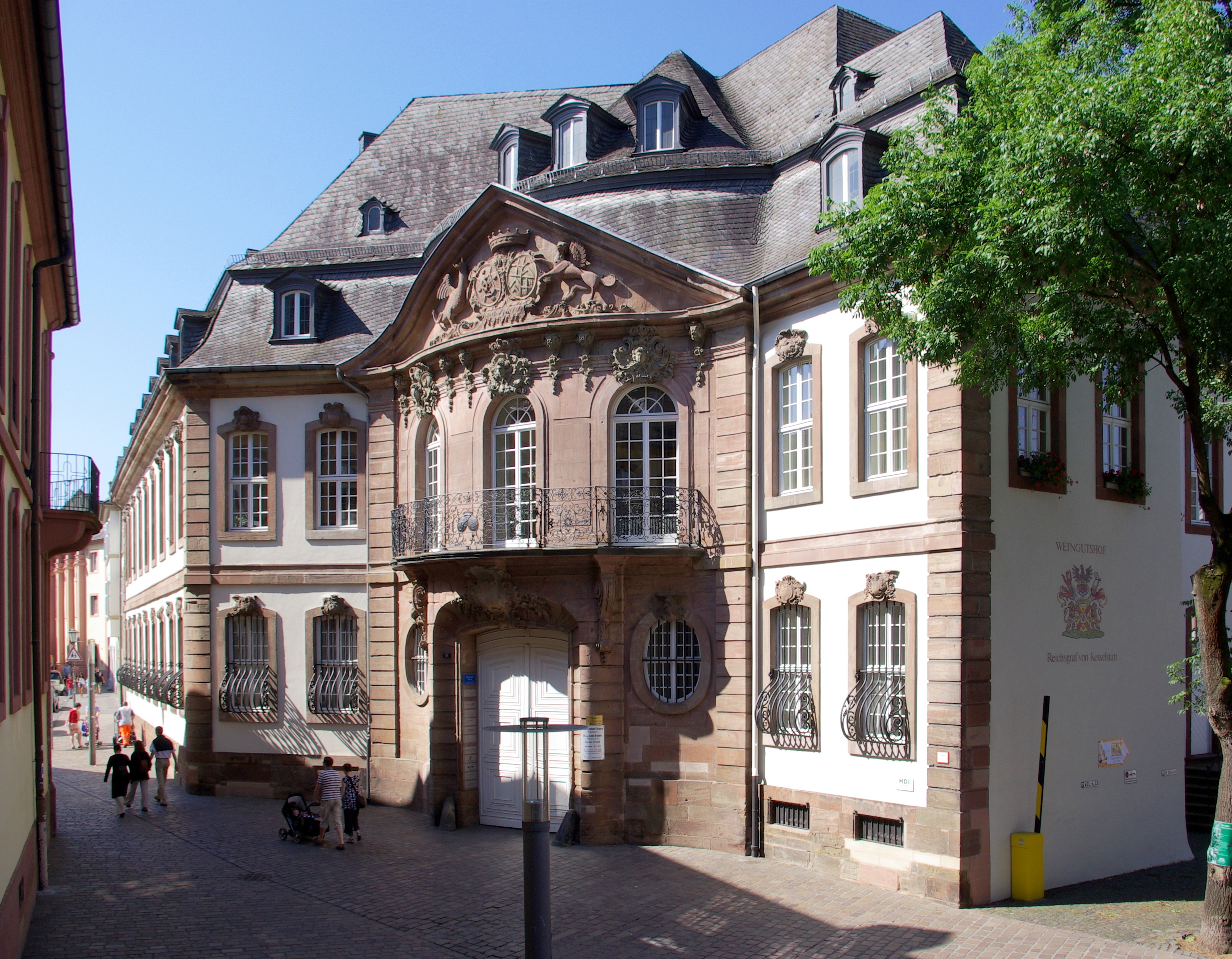
Palais Kesselstatt Trier, erbaut 1740–1746. Unterm Giebel das Ehewappen Kesselstatt-Frentz.

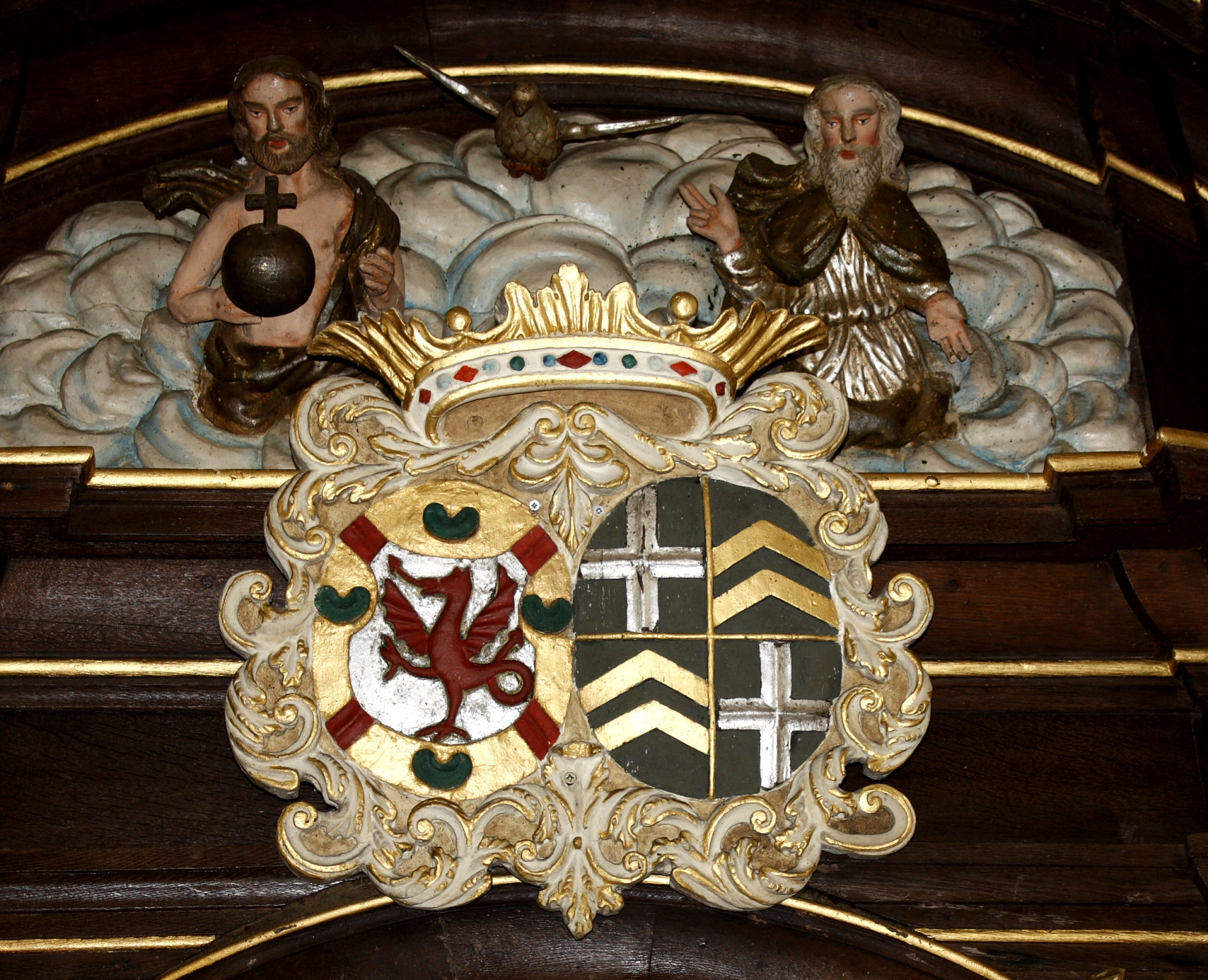
Ehewappen des Carl Friedrich Melchior Freiherrn von Kesselstatt und seiner Frau Isabella Maria Theresia Freiin Raitz von Frentz, Darstellung am Altar der Kesselstatt-Kapelle in Kröv

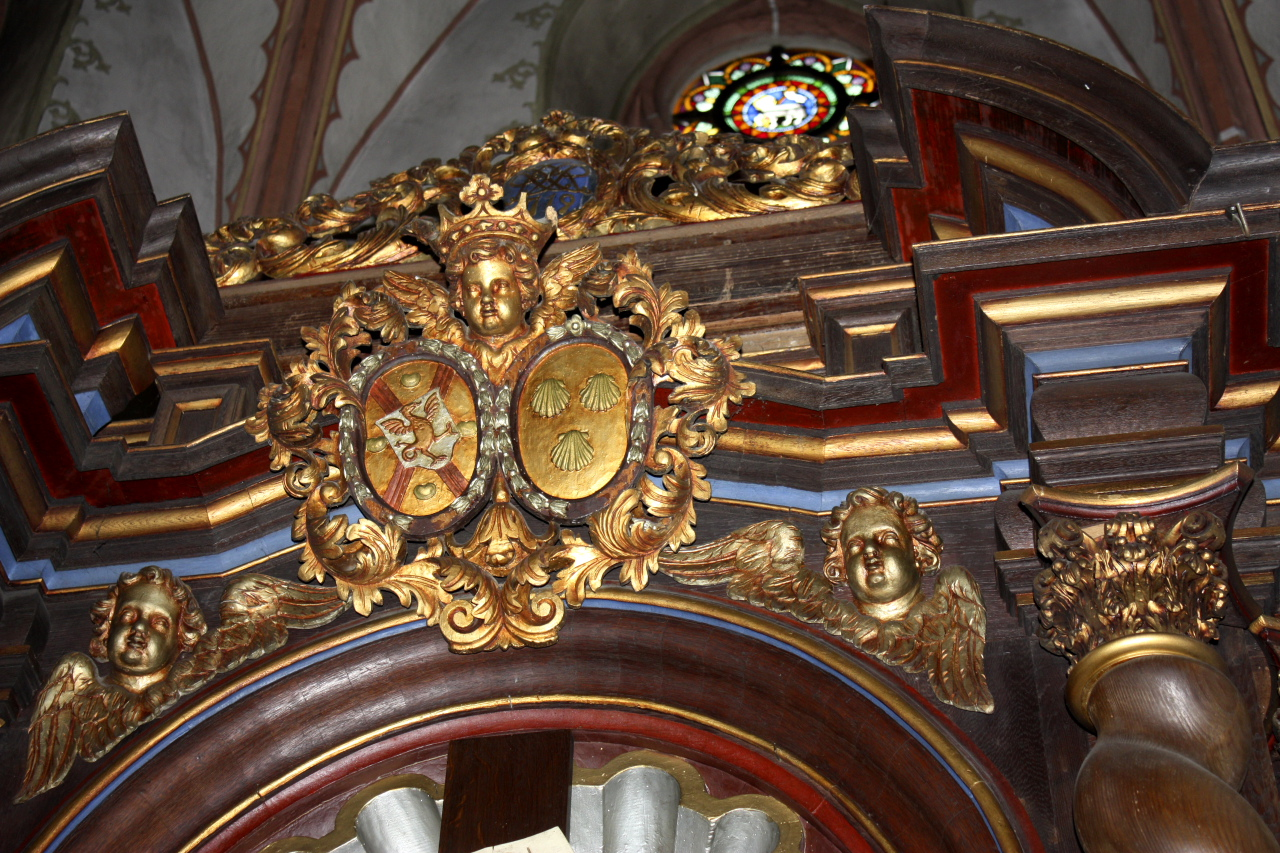
Ehewappen Kesselstatt-Metternich in St. Vitus Lösnich von 1719. Links das mit dem Wappen von Orsbeck vereinte Wappen der Familie von Kesselstatt

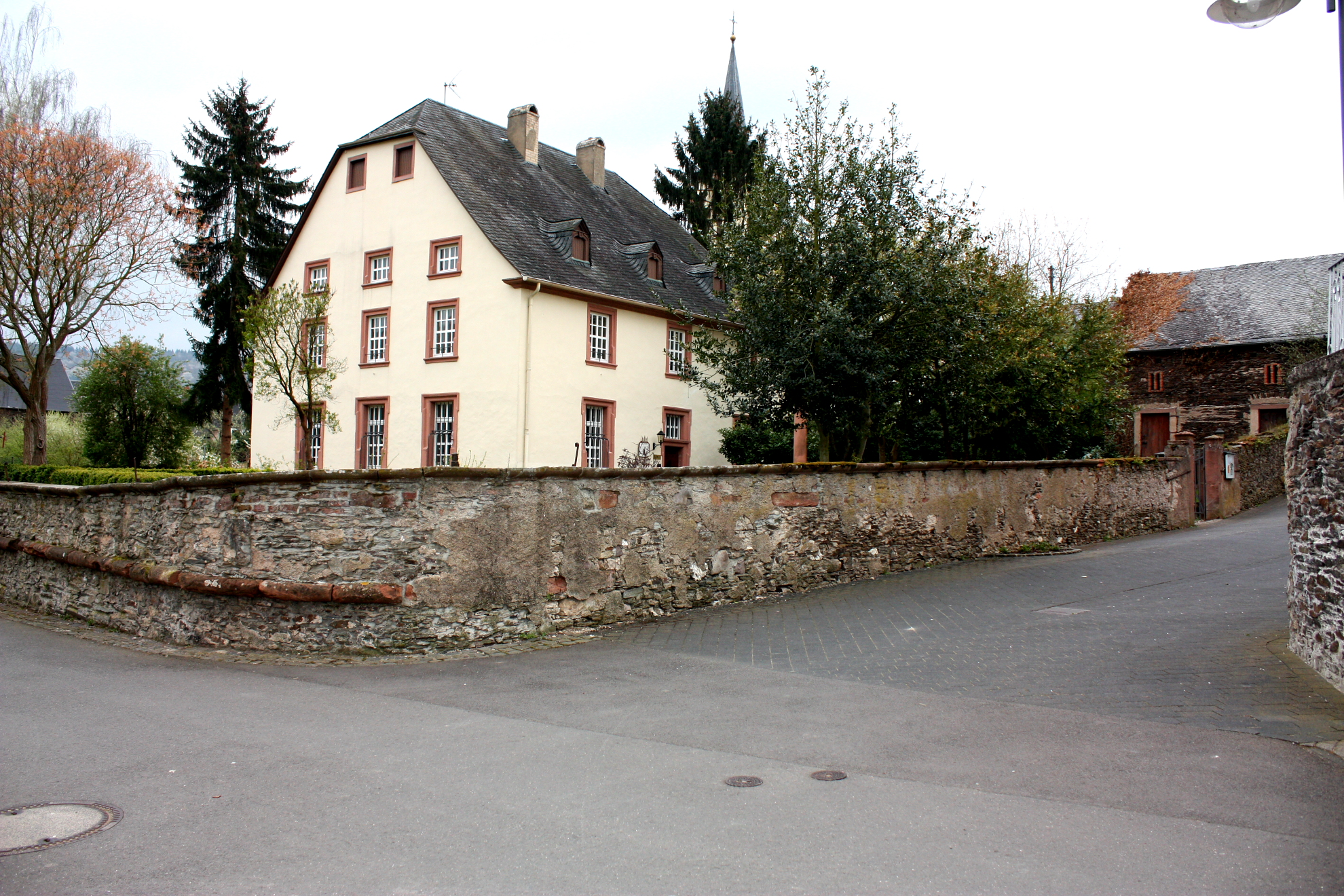
Das herrschaftliche Wohnhaus in Lösnich (erbaut 1688).

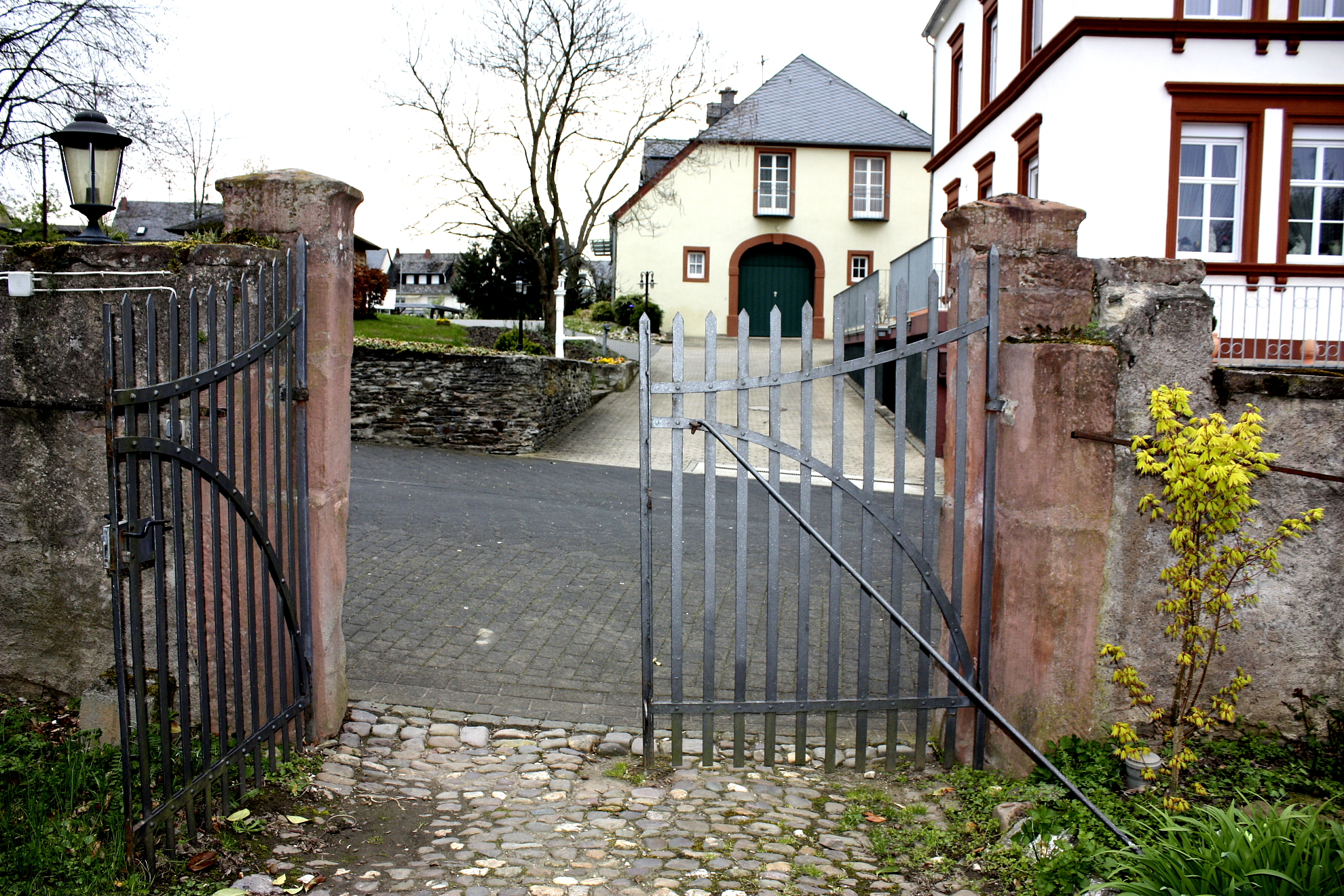
Blick vom herrschaftlichen Wohnhaus in Lösnich zum kesselstatt´schen Kelterhaus (erbaut 1808).

In 23. Generation lebt die Familie der Reichgrafen von Kesselstatt in ununterbrochener Geschlechterfolge auf Schloss Föhren. Im Laufe der Jahrhunderte hat sie zahlreiche bedeutende Männer hervorgebracht in verantwortungsvollen Stellen für Kirche und Staat.

### Herkunft der reichsgräflichen Familie von Kesselstatt
Der Ursprung der Familie liegt im Ort Kesselstadt in Hessen, der seit 1907 der Stadt Hanau eingegliedert ist. Erstmals tritt der Familienname in einer Urkunde vom September 1297 auf. Mülich und Peter von Kesselstatt werden neben anderen genannt als Bürgen des Grafen Ludwig von Rieneck in einer Vergleichsangelegenheit. Diese und weitere erste urkundliche Erwähnungen lassen den Schluss zu, dass die bezeugten Mitglieder der Familie Kesselstatt mit ritterlicher Herkunft im Dienste der Edelherren und späteren Grafen von Hanau standen. Ein Rudolf von Kesselstatt wird 1340 als Vogt zu Hanau urkundlich bezeugt.

### Der Aufstieg der Familie
Der „ständische Aufstieg“ der Familie bis zum ausgehenden 18. Jahrhundert ist eingebunden in das Funktionsprinzip des sogenannten Feudalstaates. Das Lehnswesen (Feudalismus) bildete die Grundlage der wirtschaftlichen Einkünfte gerade im Adelsstand. Der König, Landesfürsten, Grafen und freie Herren benötigten für ihre Heerfahrten berittenes kriegerisches Gefolge. Dieses erhielt zur Finanzierung seiner Dienste Grund und Boden als Eigentum, oder auch ein Lehen mit dauerhaften Einkünften. Der beachtenswerte Aufstieg der Familie von ritterlichen Dienstmannen in den Reichsgrafenstand war auch verbunden mit einer zielbewussten Familien- und Heiratspolitik. Im 18. Jahrhundert wurden Familienvermögen und Einkünfte aus den Besitzungen der Familie von Kesselstatt unter Kasimir Friedrich Freiherr von Kesselstatt auf über 100.000 Reichstaler beziffert. Das entsprach etwa der Hälfte der Ausgaben des kurtrierischen Staatshaushalts von 1714. Nach einer Aufstellung Franz Xaver Streitbergers von 1802 besaß das reichsgräfliche Haus Besitzungen und 1774 Untertanen in 35 Orten und darüber hinaus Weingüter und Weinrenten.
Ortsliste – Besitzungen und Untertanen:

Arenrath, Auw, Badem, Bausendorf, Bekond, Beilingen, Bruch, Dierscheid, Dodenburg, Daufenbach, Erlenbach, Esslingen, Föhren, Gelsdorf, Gladbach, Greverath, Heidweiler, Hosten, Lösnich, Meckel, Metternich, Heckenmünster, Naurath, Niersbach, Orenhofen, Niederolkenbach, Preist, Rivenich, Rodt, Scharfbillig, Speicher, Stolberg, Thörnich, Winterbach, Zemmer.

Ortsliste – Weingüter beziehungsweise Weinrenten:

Bekond, Graach, Kinheim, Klüsserath, Kröv, Lieser, Longen, Lösnich, Mehring, Niederemmel, Reil, Schweich, Thörnich, Ürzig, Zeltingen an der Mosel, sowie Linz und Wallen am Rhein.

Das Ende des Feudalstaates, das mit dem Eindringen französischer Revolutionstruppen 1794 seinen Anfang nahm, brachte 1798 per Gesetz auch die Aufhebung aller Adelsvorrechte mit sich. Verbunden mit den hohen französischen Kriegskontributionen hatte dies auch erhebliche Auswirkungen auf den Wohlstand der Familie. Die Besitzansprüche konnten jedoch aufgrund des erhaltenen Familienarchivs gewahrt bleiben und zurückgewonnen werden.

### Der Weg an die Mosel
Über Ämter und Eheschließungen führte der Weg der Familie Kesselstatt schon früh in Richtung Mosel und in kurtrierische Gebiete:
- 1384 wurde Johann Moir von Kesselstatt als kurtrierischer Marschall mit Hofamt ausgestattet und Oberschultheiß in Koblenz
- 1385 wurde Friedrich von Kesselstatt, der bereits Ämter des Kurfürsten Kuno II. von Falkenstein versah u. a. mit einem Weinzins aus der kurfürstlichen Steuer zu Karden/Mosel sowie der Burg Klotten belehnt
- 1404 erhielt Friedrichs Bruder Dietrich von Kesselstatt vom Trierer Kurfürsten Werner von Falkenstein die Stelle des Amtmanns in Daun in der Eifel verliehen
- 1423 wurde Dietrich von Kesselstatt mit dem Burghaus zu Kröv/Mosel belehnt und als Verwalter der kurtrierischen Rechte im Kröver Reich ernannt. Die Familie von Kesselstatt blieb mit wenigen Unterbrechungen bis zum Ende der Feudalstattes 1794 mit dem Amt des Obervogtes im Kröver Reich verbunden.
- Friedrich der II., Sohn des Burgherrn Friedrich I. († 1473) von Klotten erheiratete von Geza von Daun ein Drittel des Kondelwaldes.
- Friedrich der I. und sein Sohn Friedrich der II. erwarben 1445 von den Gebrüdern Alf und Kuno von Bassenheim die bereits 1428 verpfändete Herrschaft und Burg Föhren. Kuno von Bassenheim war mit Katharina von Kesselstatt, der Schwester Friedrichs II. verheiratet, womit vorher schon familiäre Bindungen zwischen Käufer und Verkäufer bestanden.
- 1690 heiratete Casimir Friedrich Freiherr von Kesselstatt Clara Freiin von Metternich-Burscheid und ererbte nach dem Tod seines Schwiegervaters Wolfgang Heinrich Freiherr von Metternich-Burscheid im Jahre 1790 dessen Herrschaften, Häuser und Lehen, u. a. Haus und Herrschaft Lösnich, Haus und Herrschaft Bruch, die Herrschaft Scharfbillig-Dodenburg, die Herrschaft Bitburg, den Kriechinger Hof zu Kröv und das von Metternich-Burscheider Haus zu Koblenz.
- Mit Peter von Kesselstatt als Abt des Augustinerklosters Springiersbach von 1432 bis 1468 hatte die Familie erstmals eine bedeutsame kirchliche Position errungen. Peter war ein Bruder von Friedrich II. von Kesselstatt.
- Im 17. und 18. Jahrhundert gelang es der Familie, führende Positionen im Domkapitel in Trier zur erringen. Das nach dem Erzbischof höchste Amt der Trierer Kirche als Dompropst hatten Karl Kaspar von Kesselstatt (1686–1723), Hugo Wolfgang von Kesselstatt (1743–1750) und Franz Ludwig von Kesselstatt (1774–1777) inne.
- Von 1795 bis 1828 war Johann Philipp Franz von Kesselstatt Trierer Domdechant
- Das Amt eines Archidiakons (Generalvikar) bekleideten Georg Wolfgang von Kesselstatt von 1624 bis 1626 und Lothar Adolf von Kesselstatt von 1699 bis 1712.
- 1725–1730 war Johann Hugo von Kesselstatt Domscholaster in Trier
- Auch weibliche Mitglieder der Familie traten in geistliche Ämter ein. Dazu zählen drei Äbtissinnen im Kloster Marienberg/Boppard, St. Thomas/Kyll und eine Priorin des Klosters Oberwerth bei Koblenz
- 1822 schlug Reichsgraf Edmund von Kesselstatt (1765–1840) trotz Designation das Amt des Trierer Erzbischofs aus

So gewann die Familie im 16., 17. und 18. Jahrhundert auch an landespolitischer Bedeutung mit über 24 Familienmitgliedern als Staatsmänner und Diplomaten.

### Standeserhöhungen
Als Indiz für die wachsende Bedeutung ist auch die Wappenvereinigung der Herren von Kesselstatt mit der freiherrlichen Familie von Orsbeck zu werten.
Johann Hugo von Orsbeck, der letzte dieses Geschlechts, hatte als Trierer Erzbischof und Kurfürst (1676–1711) testamentarisch verfügt, dass das Wappen seines Hauses mit dem des Hauses Kesselstatt vereint werden sollte. Durch die Heirat seiner Schwester Antonetta mit Johann Eberhard von Kesselstatt waren die Familien bereits verbunden. Der Kurfürst schenkte der Familie u. a. auch die Herrschaft Bekond (1709).
Weitere Standeserhöhungen der Familie von Kesselstatt erfolgten 1718 durch die kaiserliche Erhebung in den Reichsfreiherrenstand und 1776 in den Reichsgrafenstand durch Kaiser Josef II.
Hugo Kasimir Edmund von Kesselstatt (1727–1796), vom Trierer Kurfürsten Klemens Wenzeslaus zum Landhofmeister beauftragt, konnte den Wohlstand seines Hauses noch vermehren. Sein Vater Carl Friedrich Melchior Freiherr von Kesselstatt errichtete 1740–1746 das stattliche Palais Kesselstatt gegenüber der Liebfrauenkirche in Trier. Dieser war verheiratet mit Isabella Maria Theresia Freiin Raitz von Frentz. Das Allianzwappen der beiden schmückt das ausladende Portal des Palais.

### Errichtung der Familienfideikommiss
1823 errichtete Reichsgraf Edmund von Kesselstatt ein sogenanntes Fideikommiss und Majorat zur Sicherung des Familienvermögens. Das ganze Vermögen sollte in einer Hand vereint bleiben und der jeweils älteste Sohn aus dem Mannesstamm (Majorat) sollte das gesamte Vermögen erben.
Der Immobilienbestand belief sich 1846 auf ca. 5.400 ha Land mit einem Katasterertrag von 18.541 Talern, und Einkünften aus Weinrenten von 1.209 Talern im Jahresdurchschnitt.
Die Aufhebung dieser Regelung im Jahre 1919 durch die Weimarer Verfassung traf auch die Familie von Kesselstatt. Im Falle der Reichsgrafen dauerte es jedoch noch über 30 Jahre, bis die Aufhebung tatsächlich umgesetzt wurde.

### Aufbau des reichsgräflichen Weingutes
Mitte des 19. Jahrhunderts stieß die reichsgräfliche Verwaltung infolge der Wirtschaftskrise ihren zersplitterten Weingutsbesitz ab und erwarb dafür größere gewinnbringendere Weingüter. Dazu zählten der einstige Klosterhof der Abtei Oeren in Trier, der Josephshof in Graach, der ehemalige Stiftshof der Kanonie Eberhardsklausen in Piesport und der ehemalige Klosterhof der Reichsabtei St. Maximin Trier in Oberemmel. Mit diesen Weingütern wurde die reichsgräfliche Familie von Kesselstatt zu einer der großen Qualitätsweinproduzenten an Mosel-Saar-Ruwer. Der Hauptsitz des Weinguts war lange Jahre im Kesselstatt-Palais in Trier, bis das Weingut 1978 durch Verkauf an Günther Reh überging. Dieser verlagerte nach umfangreichen Um- und Neubauten die Weinkellerei nach Schloss Marienlay im Ruwertal, wo sich seit 1999 auch der Sitz des Weingutes befindet.

### Stammlinie der Familie
Kurzübersicht der direkten Linie der reichsgräflichen Familie in Schloss Föhren:
| Männliche Stammlinie                                              | Verheiratet mit                                        | Hinweis                                               |
| ----------------------------------------------------------------- | ------------------------------------------------------ | ----------------------------------------------------- |
| Rudolf Reichsgraf von Kesselstatt (1956- )                        | Alexandra Schneider                                    | Verwalter Schloss Föhren                              |
| Franz Eugen Reichsgraf von Kesselstatt (1926–2013)                | Louisette von Laveran Stieber von Jinzberg             |                                                       |
| Franz de Paul Reichsgraf von Kesselstatt (1894–1938)              | Gabriele Anna Olga Prinzessin von und zu Liechtenstein |                                                       |
| Eugen Reichsgraf von Kesselstatt (1870–1933)                      | Margaret Gräfin Szechenyi                              | Fertigstellung Umbau Schloss Dodenburg 1894           |
| Franz Josef Reichsgraf von Kesselstatt (1826–?)                   | Ida Capello, Gräfin von Wickenberg                     |                                                       |
| Clemens Reichsgraf von Kesselstatt (1792–1823)                    | Franziska von Fünfkirchen                              |                                                       |
| Karl Reichsgraf von Kesselstatt (1756–1829)                       | Theresia Franziska Phillipia Walpurgis von Stadion     |                                                       |
| Johann Hugo Casimir Edmund Reichsgraf von Kesselstatt (1727–1796) | Katharina Freiin von Katzenelnbogen                    |                                                       |
| Karl Friedrich Melchior Freiherr von Kesselstatt (1692–1751)      | Isabella Freiin Raitz von Frentz                       |                                                       |
| Casimir Friedrich Freiherr von Kesselstatt (1664–1729)            | Clara Freiin von Metternich-Burscheid                  | U.a. Erbschaft der Herrschaften Lösnich und Dodenburg |
| Johann Eberhard von Kesselstatt (1621–?)                          | Anna Antonetta Freiin von Orsbeck                      | Wappenzusammenführung Kesselstatt-Orsbeck             |